# Bernard Lavilliers
Bernard Lavilliers, egentligen Bernard Oulion, född 7 oktober 1946 i Saint-Étienne i departementet Loire, är en fransk sångare och rockmusiker. Hans första album kom 1968, och fram till och med 2014 har han givit ut ett tjugotal studioalbum.
Lavilliers blandar i sin musik chanson (ofta inspirerad av franska poeter), reggae och brasiliansk musik. Han har tillbringat stora delar av sitt liv på resa, och har i franska medier ibland sett som en "musikens Corto Maltese".

## Karriär

### Bakgrund
Lavilliers föddes 1946 som Bernard Oulion i arbetarmiljö i industriorten Saint-Étienne. Modern var förtjust i Charles Baudelaire, och i hemmet fanns gott om lyrikböcker.
På 1960-talet begav sig Lavilliers till Brasilien, där han försörjde sig som hamnarbetare, lastbilschaufför och utkastare på en nattklubb i Rio de Janeiro. Hans resor runt i landet, inklusive i Amazonas, kom senare att prägla hans musikkänsla.
Vid hemkomsten till Frankrike blev Lavilliers satt i fängelse, då man ansett att han medvetet flytt landet för att undvika militärtjänst. Efter den ettåriga anstaltstillvaron engagerades han av studentoroligheterna våren 1968 i Paris. 1967 och 1968 debuterade Lavilliers med tre singelskivor – "La Dernière bouteille", "Rose-rêve" och "La Frime". I oktober 1968 kom också hans självbetitlade debutalbum.

### Senare karriär
Lavilliers var från sent 1970-tal och till 1990-talet ett av de stora namnen inom fransk pop och rock. Han har dock endast nått begränsad framgång utanför den franskspråkiga världen. Både Nuit d'amour (1981) och Causes perdues et musiques tropicales (2010) har i hemlandet belönats som årets bästa album.
Bland Lavilliers mest kända låtar finns "Stand the Ghetto" (1979, reggae), "Betty" (1981, dramatisk ballad), "Idées noires" (1983, rock), "Les Mains d'or" (1998) och "Angola" (2010).

## Inspiration
Bernard Lavilliers blandar ren rock med reggae och fransk chanson. Bland de franska chanson-sångare och poeter han tolkat märks Léo Ferré och Guillaume Apollinaire. Flera av hans album är inspirerade av Brasilien eller brasiliansk musik, inklusive 1980 års O gringo och 2001 års Arrêt sur image. På 1994 års Champs du possible samarbetade han med reggaemusikern Jimmy Cliff.
Lavilliers varierande musikinfluenser har även satt spår i form av låtar i genrer som bossa nova, salsa och världsmusik.
Bernard Lavilliers har ägnat en stor del av sitt liv på resande fot, ofta i länder där han hämtat inspiration till sin musik. Han har vid mer än ett tillfälle jämförts med Hugo Pratts ständigt resande seriefigur Corto Maltese; båda två har en ring i ena örat, och Lavilliers har ägt en båt med namnet Corto Maltese.

## Verklista

### Diskografi
Nedan listas Bernard Lavilliers studioalbum.
- 1968 – Chanson pour ma mie (delvis återgiven 1981 som Premiers pas…, med melodier från 1967 och 1968)

- 1972 – Les Poètes
- 1975 – Le Stéphanois
- 1976 – Les Barbares
- 1977 – 15e round
- 1979 – Pouvoirs

- 1980 – O gringo
- 1981 – Nuit d'amour
- 1983 – État d'urgence
- 1984 – Tout est permis, rien n'est possible
- 1986 – Voleur de feu
- 1988 – If…

- 1991 – Solo
- 1994 – Champs du possible
- 1997 – Clair-obscur

- 2001 – Arrêt sur image
- 2004 – Carnets de bord
- 2008 – Samedi soir à Beyrouth

- 2010 – Causes perdues et musiques tropicales
- 2013 – Baron Samedi
- 2014 – Acoustique
- 2017 – 5 minutes au paradis

### Böcker (medverkan, urval)
- 2000 – L'Or des fous, Éditions du Soleil (seriealbum kompletterat med CD-skiva (Universal). ISBN 2-84565-100-7

### Filmer och videor
Spelfilmer
- 1981 – Neige av Juliet Berto och Jean-Henri Roger (roll: "Franco")
- 1985 – Fumeurs de charme av Frédéric Sojcher (spelar sig själv)

DVD
- 1989 – Live: On the Road Again, producerad av Bernard Lavilliers (Barclay)
- 2005 – Escale au Grand Rex (Barclay)
- 2009 – Lavilliers chante Ferré, konsert i Lyon 24 oktober 2006, tillsammans med stadens symfoniorkester (Barclay)

Dokumentärfilm
- 2013 – Lavilliers dans le souffle d'Haïti, film av Bernard Lavilliers och Axel Charles-Messance.